# Wilhelm Pippert

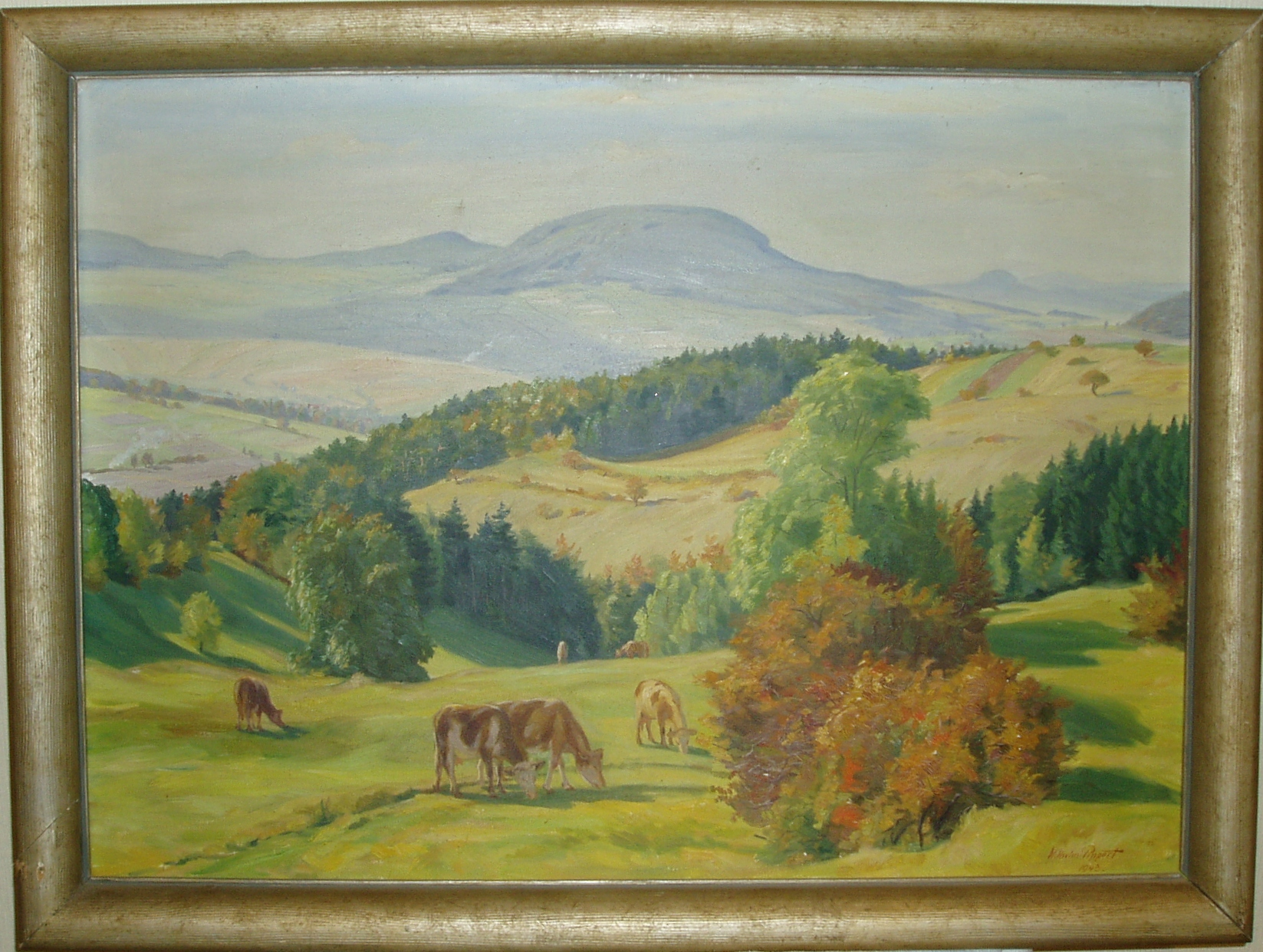
Rhönlandschaft bei Unterweid, 1943, Privatbesitz

Wilhelm Pippert (* 1878 in Herda bei Eisenach; † unbekannt) war ein deutscher Impressionist, Landschafts- und Bildnismaler.

## Leben
Wilhelm Pippert studierte an der Kunstakademie Düsseldorf. Er war Schüler von Johann Peter Theodor Janssen, Willy Spatz und Claus Meyer. Zu Ende des Zweiten Weltkriegs lebte Wilhelm Pippert mehrere Jahre in Unterweid. In dieser Zeit entstand eine Vielzahl an Landschaftsbildern, die die umliegende Landschaft im Weidtal darstellten. Stillleben ergänzten sein Schaffen.

## Werke
- Sabiner Berge (Italien), 1918
- Landschaftsbild Blick über den Tegernsee, 1925
- Landschaftsbild Rhönschäfer am Ellenbogen
- Rhöndorf im Schnee, 1951
- Ochsengespann in weiter Sommerlandschaft
- Stillleben Sommerblumenstrauss
- Arbeiter in der Hammerschmiede
- Rheinschiffe bei Duisburg